# Писарово (област Добрич)
 Тази статия е за селото в Добричка област.  За селото в Плевенска област вижте Писарово (област Плевен).  
Писарово е село в Североизточна България. То се намира в община Генерал Тошево, област Добрич.

## География
Координати на Писарово са 43°42'северна ширина, и 28°06' източна дължина. Землището на селото граничи с: гр. Генерал Тошево и селата Кардам, Чернооково и Люляково. Разстоянието до най-близкия град (Генерал Тошево) е 7 км.

## История
Почти липсват сведения за миналото на Писарово. По време на османската власт селото се е наричало Кара Язаджъ (Черния писар). Със сигурност се знае, че населението по онова време е било изцяло турско. Доказателство за това е внушителната каменна джамия, градена преди векове. Българи тук идват след Освобождението. Няма данни от кои краища на страната са се преселили. Вероятно са били няколко фамилии. Този извод се налага от сведенията на румънския пътешественик Строеску, който отбелязва, че през 1925 г. населението било предимно мюсюлманско.
През 1906 г. селото получава българското си име заедно с още няколко населени места в тогавашната Спасовска община. То е свободен превод от турското название. Във войните за национално обединение в началото на миналия век Писарово дава две жертви. Още в първите дни на Балканската война, през 1912 г. при Селиолу загива Васил Димитров Атанасов от Осми пехотен полк. На Добруджанския фронт през 1916 г. по време на Първата световна война загива младши подофицер Христо Генчев Стоянов от Седми пехотен полк, сочи справката, предоставена от историка Радослав Симеонов, уредник на Военното гробище в Добрич.
По време на румънската окупация в Писарово е имало много колонисти – куцовласи от македонските планини. В техните кирпичени къщи през 1940 г. са настанени българи – преселници от Северна Добруджа. Те идват от тулчанското село Паша къшла. 86-годишният Иван Маринов Тодоров отлично помни трудните дни на преселението. Родното ми село Паша къшла имаше над 1000 жители. Когато пристигнахме в Ген. Тошево, ни насочиха към Писарово. Настанихме се в постройки, в които бе трудно да се живее. Постепенно спестихме пари, за да си построим нормални жилища. После се оказа, че земята не достига и половината преселници от Паша къшла се преместиха в Нейково, разказва Иван Тодоров. Той е един от двамата жители на Писарово, участвали в заключителния етап на Втората световна война. Иван Тодоров бил кавалерист в Осми конен полк. Сражавал се е край Куманово и Кралева кукя (един от най-кръвопролитните боеве, водени от българската армия на територията на бивша Югославия). Във войните за национално обединение в началото на миналия век Писарово дава две жертви. Още в първите дни на Балканската война, през 1912 г. при Селиолу загива Васил Димитров Атанасов от Осми пехотен полк. На Добруджанския фронт през 1916 г. по време на Първата световна война загива младши подофицер Христо Генчев Стоянов от Седми пехотен полк, сочи справката, предоставена от историка Радослав Симеонов, уредник на Военното гробище в Добрич.
По време на румънската окупация в Писарово е имало много колонисти – куцовласи от македонските планини. В техните кирпичени къщи през 1940 г. са настанени българи – преселници от Северна Добруджа. Те идват от тулчанското село Паша къшла. 86-годишният Иван Маринов Тодоров отлично помни трудните дни на преселението. Родното ми село Паша къшла имаше над 1000 жители. Когато пристигнахме в Ген. Тошево, ни насочиха към Писарово. Настанихме се в постройки, в които бе трудно да се живее. Постепенно спестихме пари, за да си построим нормални жилища. После се оказа, че земята не достига и половината преселници от Паша къшла се преместиха в Нейково, разказва Иван Тодоров. Той е един от двамата жители на Писарово, участвали в заключителния етап на Втората световна война, другият е Влади Василев Неделчев.

## Население
Преброяване на населението през 2011 г.
Численост и дял на етническите групи според преброяването на населението през 2011 г.:
|                     | Численост | Дял (в %) |
| Общо                | 78        | 100,00    |
| Българи             | 54        | 69,23     |
| Турци               | 8         | 10,25     |
| Цигани              | 0         | 0,00      |
| Други               | 0         | 0,00      |
| Не се самоопределят | 0         | 0,00      |
| Неотговорили        | 16        | 20,51     |

## Обществени институции
Новото кметство което се намира на селския площад.